# Filmová klapka

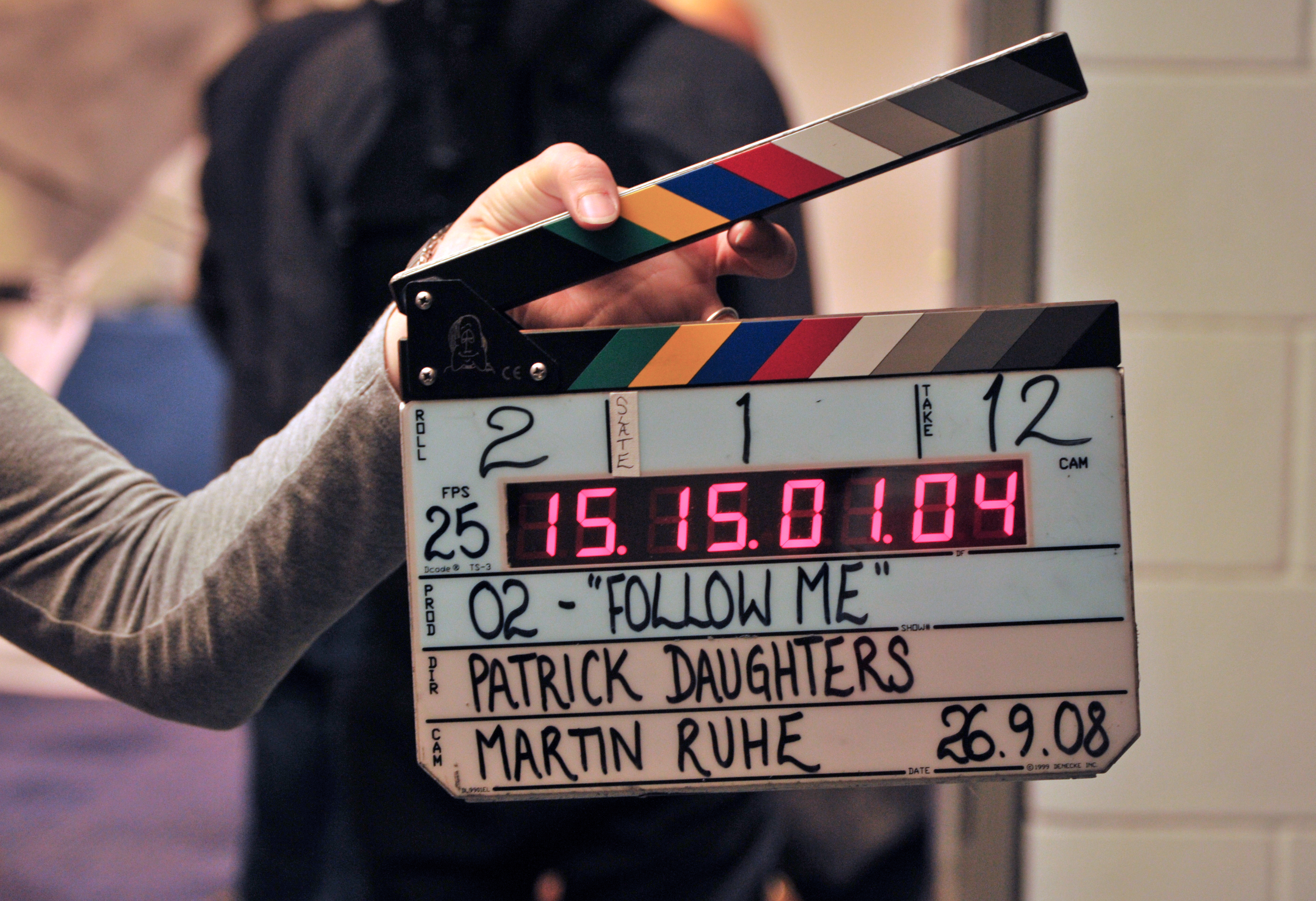
Moderní digitální filmová klapka.

Filmová klapka je zařízení, jehož původním účelem je identifikace jednotlivých filmových záběrů a spojení obrazu a zvuku. Nejznámější podoba klapky je dřevěná deska určená k popisu záběru křídou s klapkou nahoře, obvykle v černobílém provedení. Dnes už existují moderní klapky s digitálními počítadly vyrobené z plastu či kovu určené pro popis fixem.

## Význam klapky při použití klasické filmové kamery
Při klasickém filmovém natáčení (např. na 16 nebo 35mm film) se už od historických dob obraz snímal na tzv. „němou“ kameru a zvuk se nahrával na jiné záznamové zařízení, které nebylo s kamerou nijak propojeno. Proto bylo třeba dodatečně najít část filmu a jemu odpovídající zvukový záznam.
Když má film například 200 „mluvících“ záběrů a každý záběr 5 jetí, ve střižně se sejde 1000 kousků filmu a 1000 kousků zvukového pásku, které je třeba ještě před výběrem dobré klapky spárovat a synchronizovat.
Na klasické dřevěné klapce je napsán název filmu, scéna a číslo jetí. Klapka (osoba obsluhující klapku) údaje přečte, takže stejný popis se dostane jak na film, tak na magnetofonový pásek, a pak klapne. Zvuk se z úzkého pásku přepíše na perforovaný 16 resp. 35mm pás a zavede do stříhacího stolu, kde se tyto pásy spouštějí současně. Střihač pak na filmu najde okamžik, kdy vidí klapku sklapnutou (bývá to u 16mm přesně na jednom políčku, u 35mm na čtyřech), a pak posunuje zvukový záznam k místu, kde slyší začátek klapnutí. Když pak pustí oba pásy najednou, film hraje a mluví synchronně. Zvuk a obraz se pak definitivně spojí až po míchačce na finální kopii.
Klapka se používala donedávna[kdy?] i u studiových videokamer, protože i tam byl záznam zvuku směrován na jiné, kvalitnější zařízení než byl FM záznam na zvukovou stopu videokazety.

## Význam klapky při použití digitální filmové kamery
Moderní filmové kamery zapisují opticky na kraj filmového pásu digitální kód, který je jedinečný pro každé filmové políčko, a stejně tak zařízení pro záznam zvuku ukládá spolu se zvukem stejný timecode, protože obě zařízení jsou propojena datovým kabelem. Střihové zařízení (např. Avid) už si příslušné klapky najde a spáruje automaticky.
Na digitální klapce vidíme tento digitální kód běžící od začátku natáčení a odměřující celkovou spotřebu materiálu. Ačkoliv se zdá, že klapka už je teoreticky zbytečná, stále se najíždí před záběrem z řady dalších důvodů – jistí před chybou nebo výpadkem kódu, pomáhá při jetí na více kamer, kde některé z nich nemusí být stejně technicky vybavené apod. Někdy se může klapat i bez technického důvodu, protože celý štáb a herci jsou na tento signál zvyklí.

## Dražba klapek
Filmové klapky se také od roku 1998 draží na Zlínském filmovém festivalu. Organizátoři každým rokem propůjčí několik klasických dřevěných klapek slavným osobnostem od herců po výtvarníky, kteří poté klapky zpracují podle své fantazie. Výsledná díla jsou poté vystavena na festivalu a dražena aukci na jeho konci. Výtěžek putuje Filmové škole Zlín jako podpora začínajícím filmařům. Výstava MINISALON filmové klapky již byla k vidění i v zahraničí a sklízí každoročně velký úspěch.